# ハーデャチ連隊

連隊の紋章。悪魔を討つ聖ムィハイール大天使。

ハーデャチ連隊（ハーデャチれんたい、ウクライナ語: Гадяцький полк）は、17世紀半ばから18世紀末にかけて、左岸ウクライナに位置したコサックの連隊の一つ。コサック国家の軍事・行政単位。ハーデャチ連隊区とも。連隊庁所在地はハーデャチ町（1648年 - 1649年、1671年 - 1782年）。連隊名はハーデャチに由来する。時代によって9つから18までの百人隊で構成された。1649年にポルターヴァ連隊に合併されたが、1661年にジニキーウ連隊として再編成され、1671年に改名されてハーデャチ連隊となった。18世紀末に11の町と971の村を統括していた。1782年に廃止され、ロシア帝国チェルニーヒウ代官地に編成された。